# 澤田洋太郎
澤田 洋太郎（さわだ ようたろう、1927年（昭和2年） - 2014年(平成27年）は、日本の歴史学者、高等学校社会科教諭。

## 人物・来歴
東京府に生まれる。1948年に第一高等学校を、1951年に東京大学法学部政治学科を卒業。
大学卒業後は東京都高等学校社会科教諭として、東京都立江戸川高等学校などで政治・経済を講じた。1978年から1982年まで東京都立大学附属高等学校教頭を経て退職する。
その後は著作を精力的に行い、日本古代史や憲法改正論議、共産党や資本主義などの政治経済の解説、社会人向け教養書などを多数執筆した。また、古代史研究では大和王権を朝鮮半島からの渡来王朝とする説を論じることもある。

## 著書
- 『どう違う共産主義と資本主義』（エール出版社、1977年）
- 『天皇家と卑弥呼の系図』（六興出版、1989年/新泉社、1994年新版）
- 『どう変わる共産主義と資本主義』（エール出版社、1990年）
- 『日本滅亡論』（エール出版社、1990年）
- 『日本が危ない』（エール出版社、1991年）
- 『日本人はなぜすぐ謝るのか』（新泉社、1991年）
- 『日本誕生と天照大神の謎』（六興出版、1991年）
- 『復元!古代日本国家』（彩流社、1993年）
- 『憲法改正論争・あなたはどうする』（エール出版社、1993年）
- 『異端から学ぶ古代史』（彩流社、1994年）
- 『伽耶は日本のルーツ』（新泉社、1994年/2006年改訂新版）
- 『ヤマト国家成立の秘密』（新泉社、1994年/2000年新装）
- 『戦後50年から見る知っておきたい戦争のひみつ』（日本書籍、1995年）
- 『ハルマゲドンもノストラダムスも恐くない』（新泉社、1995年）
- 『超能力と超常現象のからくり』（エール出版社、1995年）
- 『出雲神話の謎を解く』（新泉社、1995年/1998年改訂版/2003年改訂新版）
- 『ヤマト国家は渡来王朝』（新泉社、1995年/2000年新装）
- 『沖縄とアイヌ』（新泉社、1996年）
- 『復元!日本文化の成立』（彩流社、1996年）
- 『図太くなければやっていけない』（エール出版社、1996年）
- 『がんばれ最後の野党・共産党』（エール出版社、1996年）
- 『自己改造で運をどんどん呼び込め』（エール出版社、1996年）
- 『憲法論議を考える』（新泉社、1997年）
- 『天皇制とヤマト民族』（新泉社、1997年）
- 『撫子の君』（日本図書刊行会、1997年）
- 『幻の四世紀の謎を解く』（新泉社、1997）
- 『平成恐慌は日本衰退の始まり』（エール出版社、1998年）
- 『民族危機の克服のために』（新泉社、1998年）
- 『日本語形成の謎に迫る』（新泉社、1999年）
- 『アジア史の中のヤマト民族』（新泉社、1999年）
- 『アメリカは敵か味方か』（新泉社、1999年）
- 『歴史教科書・あなたはどう考える』（エール出版社、2001年）
- 『教科書が教えない日韓関係2000年』（彩流社、2002年）
- 『日本古代史の謎を解く』（新泉社、2004年）

## 共編著
- 『政治・経済の学習法』（大原出版、1968年）
- 『経済学に強くなる本』（エール出版社、1978年）
- 『社会のとびら』（エール出版社、1982年）
- 『経済学習のとびら』（日本書籍、1984年）
- 『新・経済学習のとびら』（日本書籍、1992年）
- 『マンガ版・経済学に弱い人の本』（エール出版社、1992年）
- 『唯一の野党・共産党がわかる本』（編著、エール出版社、1998年）